# Ахмед Шафік
Ахмед Мухамме́д Шафі́к Закі (араб. أحمد محمد شفيق زكي; нар. 25 листопада 1941) — єгипетський військовик, генерал-лейтенант, політичний діяч, прем'єр-міністр Єгипту на початку 2011 року.

## Життєпис
Зробивши кар'єру лботчика-винищувача, Шафік став командувачем єгипетських військово-повітряних сил (1996—2002), після чого отримав пост міністра цивільної оборони Єгипту. 29 січня 2011 року під тиском масових протестів у країні президент Єгипту Хосні Мубарак призначив Шафіка на посаду прем'єр-міністра, замінивши на тому посту Ахмеда Назіфа). Однак уже 3 березня 2011 року Шафік пішов у відставку під тиском демонстрантів, які вважали, що він мав швидше проводити реформи. Наступником Шафіка став колишній міністр транспорту Ессам Шараф.
На виборах президента Єгипту 2012 року Ахмед Шафік був одним з фаворитів й фінішував другим, поступившись Мухаммеду Мурсі, кандидату від ісламістської Партії свободи і справедливості.